# Música drone
Música drone, drone ambiental, ambiental o, simplement drone, és un gènere musical minimalista que emfasitza l'ús sostingut o repetit de sons, notes o clusters tonals denominats drones. Es caracteritza per llarges seqüències d'àudio amb petites variacions harmòniques durant cada peça. Monte Young, un dels seus primers exponents durant la dècada dels seixanta, la va definir l'any 2000 com "la branca del to sostingut del minimalisme".